# Земельные гонки в США
Земельные гонки (англ. Land run иногда англ. Land rush) — исторические события, в ходе которых проводилась распределение (или продажа) незаселённой государственной земли на ранее приобретённых США территориях, большей частью бывшей Французской Луизианы (большинство — на землях Индейской территории будущего штата Оклахома). Распределение проводилось Земельной конторой США на основе Закона о гомстедах 1862 года, чаще всего после заезда (гонки) по принципу «кто быстрее доберётся до участка» (из-за огромного числа желающих). Также иногда земля продавалась первому желающему, победителю лотереи, или по иному принципу.

## Хронология проведения
На территории Оклахомы были проведены 7 Земельных гонок:
- 22 апреля 1889: Состоялись Земельные гонки 1889 года в Оклахоме, когда 50 тысяч человек пытались получить примерно 8000 км² из Нераспределённых земель[англ.].
- 22 сентября 1891: Прошли Земельные Гонки 1891 года[англ.] на землях индейских племён айова, фоксов, потаватоми, сауков, шауни.
- 23 сентября 1891: Гонки в окрестностях окружного центра Текумсе[англ.] в Округе B (позже переименованного в Поттавотоми.
- 28 сентября 1891: Гонки в окрестностях окружного центра Чандлер в Округе A (позже переименованного в Линкольн).
- 19 апреля 1892: гонки[англ.] на землях шайеннов и арапахо.
- 16 сентября 1893: Прошли крупнейшие Гонки, в них участвовали 100 тысяч человек, претендовавшие на 26000 км² так называемой Полосы Чероки[англ.] (самая большая территория, распределённая посредством гонок). Эти земли были приобретены правительством у племени чероки  за 7 млн. долларов.
- 23 мая 1895: Земельные гонки[англ.] по заселению бывших земель народа кикапу.

## Boomer и sooner
Некоторые поселенцы въезжали ночью на облюбованные ими участки нелегально до начала гонок или законного срока аппроприации участка (объявления президента о вступлении закона в силу) и скрывались там, а потом заявляли права. Такого человека называли сначала moonshiner (лунносветник), потом — sooner (ранник). Многие люди въезжали на участки раньше положенного легально: маршалы и их помощники, землемеры, железнодорожные служащие и некоторые другие. Участника гонок называли boomer (бумник).

## Память
- Земельные Гонки 1893 года в Оклахоме показаны в нескольких фильмах: Перекати-поле[англ.] (1925), «Симаррон» (1931), «Симаррон» (1960), «Далеко-далеко» (1992).
- В честь столетия Оклахомы, скульптор Пол Мур в 2007 году сделал скульптурную группу «Oklahoma Centennial Land Run Monument» из 47 фигур (всадники на лошадях, повозки, собаки и другие) на площади в 111 м², группа была установлена в Оклахома-Сити в районе Бриктаун (Bricktown)[2].

## В литературе
В научно-фантастическом рассказе Роберта Шекли «Гонки» описывается аналогичный способ распределение оставшихся земель в будущем в условиях перенаселения.